# 蔡銀娟
蔡銀娟，台灣導演、編劇、繪本作家。導演（兼編劇）的作品有：影集《火神的眼淚》、電影《候鳥來的季節》、《心靈時鐘》；繪本作品有《我的23個臉孔》、《夏綠蒂的愛情習題》、《2087年的時候》（上述三本的圖文均由她創作）

## 學歷
- 英國Kent Institute of Art and Design （页面存档备份，存于）(現已合併為創作藝術大學)插畫碩士
- 國立臺灣大學社會工作學系畢業

## 作品
導演
- 2012年：電影《候鳥來的季節》[1]
- 2016年：電影《心靈時鐘》
- 2021年：公視消防職人電視劇《火神的眼淚》
- 2025年：電影《失樂園》

編劇
- 2008年：劇本《百合盛開的國度》
- 2011年：公視人生劇展《你現在在哪？》
- 2011年：公視HD單元劇《十七號出入口》
- 2012年：電影《候鳥來的季節》
- 2016年：電影《心靈時鐘》
- 2021年：公視消防職人劇（影集）《火神的眼淚》（與李志薔、曾群芳共同編劇）
- 2025年：電影《失樂園》

繪本
- 《我的23個臉孔》，美麗殿文化[2]
- 《夏綠蒂的愛情習題》，草根出版公司
- 《2087年的時候》，聯經出版

## 得獎
- 影集《火神的眼淚》獲金鐘最具人氣戲劇獎
- 劇本《你現在在哪》獲台北市電影委員會【拍台北】金劇本獎（第一名）
- 劇本《候鳥來的季節》獲伊朗【茉莉花國際影展】最佳劇本獎
- 劇本《候鳥來的季節》行政院新聞局【100年度徵選優良電影劇本】佳作
- 劇本《百合盛開的國度》獲高雄市政府文化局【打狗文學獎】電影劇本獎
- 電影《心靈時鐘》獲得美國休士頓國際影展金獎
- 電影《心靈時鐘》獲得金馬創投利達後製影音獎
- 繪本《我的32個臉孔》獲2006年台北國際書展「Best From Taiwan」十大繪本（圖、文：蔡銀娟）